# Waterloo (Alabama)
Waterloo è un comune degli Stati Uniti d'America situato nella contea di Lauderdale dello Stato dell'Alabama.